# Танский (малорусский писатель)
Танский (XVIII век) — малорусский писатель-комедиограф XVIII века, предок Гоголя.
В современных гоголеведческих работах Танский отождествляется с Василием Танским (1678—1763) — белоцерковским и переяславским полковником, происходившим из знатной польской семьи, оставившим родину во время войны Петра I против Лещинского и перешедшим со своим отрядом на Слободскую Украину; он поступил к Петру на службу и в 1709 году отличился в Полтавской битве против шведов, за что удостоился от монарха благодарности.
Писал интермедии, высоко ценившиеся современниками, с которыми сам же выступал перед народом. До нашего времени они не дошли. Согласно воспоминаниям современников, выступал «во вкусе площадном, Плавтовом».
Дед Гоголя был женат на Лизогуб, которая по матери была из семьи Танских; сам Танский приходился Гоголю прапрадедом. Через посредство литературной деятельности отца Гоголя можно, как считают литературоведы, проследить некоторую преемственность между малорусскими повестями Гоголя и интермедиями, которые писал Танский.